# 郭重庆
郭重庆（1933年6月17日—），陕西富平人，中国机械制造工艺与设备、设施规划与设计及产业发展战略专家，中国工程院院士，同济大学教授。

## 生平[1]
1957年，毕业于哈尔滨工业大学。
1995年，当选中国工程院院士。